# Апологетика
Апологетика је грана теологије чији је предмет одбрана хришћанског учења. Наука о томе како треба бранити веру, нарочито хришћанско учење. Ранохришћански апологети су бранили своју веру од критичара, и препоручивали је Хеленима. Цео покрет „апологетике“ у другом веку представља први покушај симбиозе хеленског духа с хришћанством.

## Етимологија
Термин апологетика потиче од старогрчке речи apologia (ἀπολογία). У класичном грчком правном систему, тужилаштво би изнело категорију (κατηγορία), оптужбу или осуду, а окривљени је одговорио са apologia, одбраном. То је био формални говор или објашњење за одговор и побијање оптужби. Чувени пример је Сократова Апологија одбране, како је записана у Платоновој Апологији.
На коинском грчком језику Новог завета, апостол Павле користи термин апологија у свом пробном говору Фесту и Агрипи када каже „Браним се“ у Делима 26:2. Сродни облик се појављује у Павловој Посланици Филипљанима док он „брани јеванђеље“ у Филипљанима 1:7, и у „давању одговора“ у 1. Петру 3:15.

## Апологетске позиције

### Бахаизам
Многе апологетске књиге су написане у одбрану историје или учења бахаизма. Оснивачи религије су написали неколико књига у којима су представљени докази о њиховој религији; међу њима су Бабових Седам доказа и Бахаулов Китаб-и-Иган. Каснији бахајски аутори писали су проминентне апологетске текстове, попут Мирза Абул-Фадловог Сјајног доказа и рада Удо Шаефера et al. Прављење криве праве.

### Будизам
Један од најранијих будистичких апологетских текстова је Питања краља Милинда, који се бави будистичком метафизиком као што је природа појединца „без себе“ и карактеристике као што су мудрост, перцепција, воља, осећање, свест и душа. У меиџи ери (1868-1912), сусрети будиста и хришћана у Јапану као резултат све већег контакта између Јапана и других нација могли су да подстакну формирање јапанског новог будизма, укључујући апологетски Шин Букио (新仏教) часопис. У новије време, А. Л. Де Силва, аустралијски преобраћеник у будизам, написао је књигу Изван веровања, у којој је дао будистичке апологетске одговоре и критику хришћанске фундаменталистичке доктрине. Гунапала Дармасири је написао апологетску критику хришћанског концепта Бога из тераваданске будистичке перспективе.

### Хришћанство
Хришћанска апологетика комбинује хришћанску теологију, природну теологију и филозофију како би представила рационалну основу за хришћанску веру, да би бранила веру од приговора и погрешног представљања, и да је хришћанска доктрина једини поглед на свет који је беспрекоран и конзистентан са свим фундаменталним знањем и питањима.
Хришћанска апологетика је током векова попримила многе облике. У Римском царству хришћани су били жестоко прогањани и против њих су подигнуте многе оптужбе. Ј. Дејвид Касел даје неколико примера: Тацит је написао да је Нерон измислио оптужбе да су хришћани започели паљење Рима. Друге оптужбе су укључивале канибализам (због дословног тумачења Евхаристије) и инцест (због праксе раних хришћана да се једни другима обраћају са „брате“ и „сестро“). Апостол Павле, Јустин Филозоф, Иринеј Лионски и други често су бранили хришћанство од оптужби које су подизане да оправдају прогон.

#### Апологетика кроз хришћанство
С обзиром на свој специјалан задатак и циљ, апологетика се служи специјалним методом, чиме се и издваја од других богословских научних дисциплина као потпуно самостална наука. Грчка реч απολογία (апологија) настао је од грчког глагола άπολογέομαι, који је првобитно значио: одрећи се или отказати, а касније - одговорити, бранити се, оправдати се, а у Светом Писму Новог Завета, на више места налазе се обе речи (1 Пет 3,15; Флм 1,7) и увек у значењу: бранити, одбрана.
Према том етимолошком тумачењу, апологетика је богословска наука која брани науку ο Богу и божанским стварима од напада њених непријатеља. Но, овом дефиницијом још није ни приближно дат цео појам ове науке, јер њен циљ није само у томе да брани Хришћанство пред негацијом, него и да позитивно утврди истинитост Хришћанства, у овом случају, изворни и неповређени облик Хришћанства - Православље. С тог становишта, апологетику можемо овако дефинисати: Апологетика је богословска наука која у строго научном систему излаже принципе Хришћанства, доказујући да је она Богом откривена и да се у хришћанској Православној Цркви, као Богом откривеној заједници, неизмењено очувала.
Апологетика се разликује од апологије. Апологија је конкретан одговор на неку нападнуту хришћанску догму, и то је њен једини задатак. Свакако да апологија представља примену апологетике у конкретном случају, и као таква, она је конкретизација и реализација апологетике у пракси.

## Подела
Хришћанска апологетика дели се на три дела:
1. demonstratio religiosa - брани се вредност религије и нужност да сваки човек верује
2. demonstratio christiana - бави се спасењском вредношћу хрршћанства, односно супериорност у односу на друге религије.
3. demonstratio catholica - која је усмерена према некатолиима

Познати апологети су Свети Павле, Свети Јустин Мученик, Свети Иренеј Лионски, Хиполит Римски, Ђуро Башић, Иван Пољаковић, Матија Павић и други.

## Књига о апологетици
Ова књига је посвећена апологетици, односно одбрани хришћанског учења, хришћанске вере и Цркве од напада који су у последњој деценији постали необично упорни, чак и разјарени. Хришћанство се данас налази под правом опсадом. Они који нису изгубили веру у Христа Спаситеља и који траже истину и хоће да живе по истини, морају због истине познавати и разумети хришћанско учење а још више морају умети да одбране своју веру од напада, оптужбн и неоправдане критике. Онај који верује да је учење и дело Христово истина, нема разлога да се боји тих напада. У Првој посланици (глава 3, стих 15), апостол Петар каже да свагда с кроткошћу и надом морамо бити спремни да дамо одговор свакоме ко од нас тражи разлог наше наде. Томе је посвећена ова књига.
План књиге је овакав: 
У првом делу, после увода, износимо учењу о свету кроз паралелно излагање савремене науке и хришћанског вероучења. Други део је посвећен "хрншћанству у светлу историје"; напокон, последњи, трећи део разматра питања о Цркви.